# Красные Борки (Рязанская область)
Красные Борки — опустевший поселок в Путятинском районе Рязанской области. Входит в Карабухинское сельское поселение

## География
Находится в восточной части Рязанской области на расстоянии приблизительно 11 км на юг-юго-запад по прямой от районного центра села Путятино.

## История
Был отмечен на карте 1971 года как поселение с населением приблизительно 20 человек. По состоянию на 2020 год опустел.

## Население
Численность населения: 9 человек в 2002 году (русские 100 %), 1 в 2010.